# Kroje

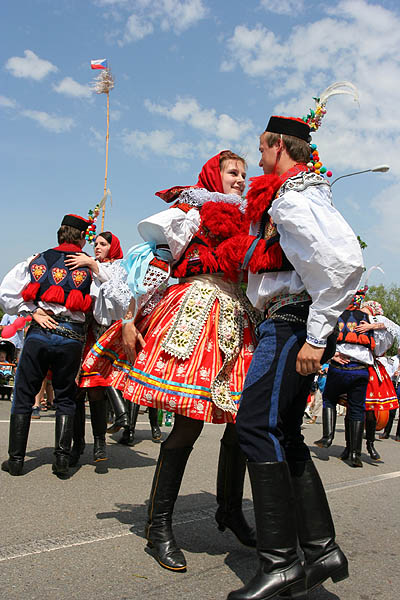
Krojes tradicionales.

Los kroje son trajes tradicionales vestidos por los Checos y los Eslovacos.
La influencia gótica se deja ver en los chales atados y los pañuelos en la cabeza. Pliegues finos y cuellos de encaje fruncidos tipifican la era del Renacimiento.